# Кримківська сільська рада (Джанкойський район)
Кри́мківська сільська́ ра́да — адміністративно-територіальна одиниця та орган місцевого самоврядування у Джанкойському районі Автономної Республіки Крим. Адміністративний центр — село Кримка.

## Загальні відомості
Кримківська сільська рада утворена 16 вересня 1986 року.
- Населення ради: 1 896 осіб (станом на 2001 рік)

## Населені пункти
Сільській раді були підпорядковані населені пункти:
- с. Кримка

## Склад ради
Рада складалася з 16 депутатів та голови.
- Голова ради: Усеінов Рамазан Мустафайович
- Секретар ради: Агаєва Марина Андріївна

### Керівний склад попередніх скликань
| Прізвище, ім'я, по батькові  | Основні відомості                                                         | Дата обрання | Дата звільнення |
| ---------------------------- | ------------------------------------------------------------------------- | ------------ | --------------- |
| Усеінов Рамазан Мустафайович | Сільський голова, 1957 року народження, освіта вища, член Народної партії | 26.03.2006   | 31.10.2010      |
| Усеінов Рамазан Мустафайович | Сільський голова, 1957 року народження, освіта вища, член Партії регіонів | 31.10.2010   |                 |

Примітка: таблиця складена за даними сайту Верховної Ради України

### Депутати
За результатами місцевих виборів 2010 року депутатами ради стали:

#### За суб'єктами висування
| Суб'єкт висування           | Кількість обраних депутатів | %    |
| --------------------------- | --------------------------- | ---- |
| Партія регіонів             | 14                          | 87,5 |
| Демократична партія України | 1                           | 6,3  |
| Самовисування               | 1                           | 6,3  |

#### За округами
| № округу                    | Прізвище, ім'я, по батькові      | Дата визнання обраним | Освіта             | Партійна приналежність              | Відомості про обраного депутата                                        |
| --------------------------- | -------------------------------- | --------------------- | ------------------ | ----------------------------------- | ---------------------------------------------------------------------- |
| Демократична партія України |                                  |                       |                    |                                     |                                                                        |
| 10                          | Мирзаметов Азіз Едемович         | 02.11.2010            | вища               | член Демократичної партії України   | тимчасово не працює                                                    |
| Партія регіонів             |                                  |                       |                    |                                     |                                                                        |
| 1                           | Антуль Валентина Федорівна       | 02.11.2010            | середня спеціальна | член Партії регіонів                | Кримковська загальноосвітня школа, прибиральниця                       |
| 2                           | Кудлай Галина Володимирівна      | 02.11.2010            | середня            | член Партії регіонів                | тимчасово не працює                                                    |
| 3                           | Дубоєнко Ірина Іванівна          | 02.11.2010            | середня спеціальна | член Партії регіонів                | дитячий садок «Топольок», завідувачка                                  |
| 4                           | Агаєва Марина Андріївна          | 02.11.2010            | середня спеціальна | член Партії регіонів                | Кримковська сільська рада, секретар                                    |
| 5                           | Кушнір Віра Яківна               | 02.11.2010            | середня            | член Партії регіонів                | будинок культури, прибиральниця                                        |
| 6                           | Лотоцька Олена Володимирівна     | 02.11.2010            | вища               | член Партії регіонів                | Кримковська загальноосвітня школа, вчитель                             |
| 7                           | Аджиумерова Тетяна Олександрівна | 02.11.2010            | середня            | член Партії регіонів                | Кримковська сільська рада, прибиральниця                               |
| 8                           | Черкашин Євгеній Володимирович   | 02.11.2010            | середня спеціальна | член Партії регіонів                | Джанкойське управління водного господарства, машиніст насосних станцій |
| 9                           | Вовк Тетяна Василівна            | 02.11.2010            | середня спеціальна | член Партії регіонів                | Кримковська сільська рада, бухгалтер                                   |
| 11                          | Кельдажиєва Ельміра Керимівна    | 02.11.2010            | середня            | член Партії регіонів                | сільське комунальне підприємство «Бій-Су», директор                    |
| 12                          | Тиртишна Ніна Олексіївна         | 02.11.2010            | середня            | член Партії регіонів                | ДАО «Чорноморнафтогаз», будівельник-штукатур                           |
| 13                          | Гордієнко Наталя Валеріївна      | 02.11.2010            | вища               | член Партії регіонів                | Кримківська загальноосвітня школа, директор                            |
| 14                          | Кузнєцова Тетяна Володимирівна   | 02.11.2010            | вища               | член Партії регіонів                | Джанкойська РДА, спеціаліст                                            |
| 16                          | Шейхаметова Ліля Шимшидіновна    | 02.11.2010            | середня спеціальна | член Партії регіонів                | ПП «Просторне», бухгалтер                                              |
| Самовисування               |                                  |                       |                    |                                     |                                                                        |
| 15                          | Егамбердієв Сейран Рустимович    | 02.11.2010            | середня            | член Політичної партії «Фронт Змін» | тимчасово не працює                                                    |